# Stensjön (Älmeboda socken, Småland)
Stensjön är en sjö i Ronneby kommun och Tingsryds kommun i Småland och ingår i Nättrabyån-Ronnebyåns kustområde. Sjön är 5,2 meter djup, har en yta på 1,15 kvadratkilometer och befinner sig 119,2 meter över havet. Sjön avvattnas av vattendraget Listerbyån.

## Delavrinningsområde
Stensjön ingår i det delavrinningsområde (625950-146813) som SMHI kallar för Utloppet av Stensjön. Medelhöjden är 126 meter över havet och ytan är 10,71 kvadratkilometer. Det finns inga avrinningsområden uppströms utan avrinningsområdet är högsta punkten. Avrinningsområdets utflöde Listerbyån mynnar i havet. Avrinningsområdet består mestadels av skog (62 %) och öppen mark (10 %). Avrinningsområdet har 1,62 kvadratkilometer vattenytor vilket ger det en sjöprocent på 15,1 %.